# ام‌جی تیپ-تی
ام‌جی تیپ-تی (MG T-type) خودرویی است که در سال‌های ۱۹۳۶ تا ۱۹۵۵در انگلند تولید شده‌است.
این خودرو در کلاس خودرو اسپورت قرار گرفته و طراحی آن خودروهای موتور جلو-محور عقب بوده‌است. سیستم جعبه‌دندهٔ آن ۴ دنده به صورت دستی است.